# NGC 4052
NGC 4052 في الفهرس العام الجديد، هو عنقود مفتوح، يقع في كوكبة صليب الجنوب. اكتشف في 8 مارس 1837 . بواسطة جون هيرشل .

## روابط خارجية
- NGC 4052 على موقع ويكي سكاي: DSS2, SDSS, GALEX, IRAS, Hydrogen α, X-Ray, Astrophoto, Sky Map, Articles and images